# 새재 자전거길
새재 자전거길(새재 自轉車길)은 충주시의 남한강 자전거길에서 괴산군 연풍면, 이화령, 문경시를 거쳐 상주시에서 낙동강 자전거길에 합류하는 자전거 도로이다. 이 자전거길을 이용하면 인천 아라뱃길 끝 서해바다에서 부산광역시까지 남한을 종주할 수 있고, 새재 자전거길을 통해 금강 하구에서 부산까지 종주하는 것도 가능하다. 이름은 문경새재에서 따온 것이지만 실제로는 이화령옛길을 지나가는 자전거길이다.

## 같이 보기
- 낙동강 자전거길
- 남한강 자전거길
- 오천 자전거길